# Ariana Richards
Ariana Richards, Ariana Clarice Richards, född 11 september 1979 i Healdsburg i Sonoma County i Kalifornien, är en amerikansk konstnär och tidigare skådespelare.

## Biografi
Richards föddes i Healdsburg i Kalifornien, som dotter till Darielle (född Garrison), en pr-representant och filmproducent, och Gary Richards. Hennes syster, Bethany, är också skådespelare. Hennes mormor, som var av italiensk härstamning,  var ättling till renässansmålaren Carlo Crivelli. Dessutom, var hennes morfar William Otto Garrison's far, John, av engelsk härkomst. Richards är ättling till en boxare, John L. Sullivan, som hade irländskt påbrå.
Richards gifte sig med Mark Bolton i Oregon i januari 2013; Bolton är irländsk immigrant, stuntman och tidigare soldat i den irländska armén. Paret har en dotter (född 2015).

### Skådespeleri
Richards gjorde sin debut i  Into the Homeland 1987,  kabel-tv-produktion med Powers Boothe. Hennes mest  framstående roll var Lex Murphy i den första Jurassic Park film; hon hade också en roll i uppföljarenThe Lost World: Jurassic Park. Hon framträdde som Mindy Sterngood i den första Hotet från underjorden och hade också en roll i  Hotet från underjorden 3, som gick direkt till video. Hon har haft roller i filmer som Angus, där hon spelade en cheerleader, och hon var också med i en del av TV-serierna The Golden Girls, Empty Nest och Boy Meets World.

### Konstnärskap
Ariana Richards hade redan i en tidig ålder en kärlek till traditionell konst. Som internationellt känd skådespelerska, speciellt känd för sin roll som "Lex" i "Jurassic Park", fortsatte hon till Skidmore College för att ta en examen i konst och drama. Hon fortsatte sedan vid Art Center College of Design i Pasadena, Kalifornien och utbildades av några av de finaste namnen inom samtida impressionistisk konst.
Arianas måleri visar inflytande från klassiska mästare, tillsammans med dynamiken från impressionistiska konstnärer, av vilka de mest kända är Claude Monet och Edgar Degas.  Hon har också inspirerats av historiska målare som John Singer Sargent, Anders Zorn, Mary Cassatt och Joaquín Sorolla.

## Filmografi
- Pantertanter
- Into the Homeland
- My Sister Sam
- I'm Gonna Git You Sucka
- Face of the Enemy
- Härlige Harry
- 1989 – Tror du på tomten, Jessie?
- Hotet från underjorden
- Island Son
- Spaced Invaders
- The Incident
- Switched at Birth
- Locked Up: A Mother's Rage
- Timescape
- Against Her Will: An Incident in Baltimore
- Jurassic Park
- Capitol Critters
- Angus
- Born Free: A New Adventure
- Här är ditt liv, Cory
- The Lost World: Jurassic Park
- Total Security
- The Princess Stallion
- Race Against Fear
- Tremors 3: Back to Perfection
- 77
- Battledogs